# Šánkar Dajál Šarma
Šánkar Dajál Šarma (přepisováno také jako Šarmá, hindsky  शंकरदयाल शर्मा; 19. srpna 1918 Bhópál – 26. prosince 1999 Nové Dillí) byl indický právník a politik, v letech 1992–1997 prezident Indie. Mezi roky 1948–1949 byl jedním z vůdců hnutí za připojení knížecího státu Bhópál k Indii, za což si odseděl osm měsíců ve vězení.
Byl členem strany Indický národní kongres, za kterou byl dvakrát zvolen do Sněmovny lidu. Působil jako guvernér Ándhrapradéše, Paňdžábu a Maháráštry.

## Mládí a vzdělání
Narodil se 19. srpna 1918 v Bhópálu v knížecím státě Bhópál (dnešní Indie) do rodiny bráhmanů. Základní a střední školu absolvoval ve svém rodném městě a poté studoval na vysoké škole v Ágře a na univerzitách v Iláhábádu a Lakhnaú, kde získal magisterský titul v oboru angličtina, hindština a sanskrt a titul LL.M. V rámci Univerzity v Lákhnaú byl trojnásobným mistrem v plavání a mistrem v přespolním běhu v Iláhábádu.
Získal doktorát z ústavního práva na Univerzitě v Cambridgi a diplom z veřejné správy Londýnské univerzitě.
Od roku 1940 vykonával právnickou praxi v Lakhnaú – vyučoval právo na místní univerzitě. Během této praxe se připojil k Indickému národnímu kongresu. V roce 1946 byl přijat do Lincoln's Inn a v letech 1946–1947 vyučoval na Univerzitě v Cambridge. V následujícím roce byl jmenován stipendistou na Harvardově univerzitě.

## Prezident Indie
V červnu 1992 byl vybrán Indickým národním kongresem jako kandidát pro prezidentské volby konané téhož roku. Jeho nominaci podpořily také komunistické strany. Šarma získal 675 804 hlasů a porazil tak kandidáta Indické lidové strany George Gilberta Swella, který získal 346 485 hlasů. Prezidentskou přísahu složil 25. července. Ve svém inauguračním projevu prohlásil, že „svoboda má malý význam bez rovnosti a rovnost má malý význam bez sociální spravedlnosti“, a zavázal se k boji proti terorismu, chudobě, nemocem a komunalismu v Indii. Právoplatnost volby byla neúspěšně napadena u indického Nejvyššího soudu.

### Státní návštěvy
Během svého prezidentského mandátu navštívil Bulharsko, Českou republiku, Chile, Itálii, Maďarsko, Namibii, Omán, Polsko, Rumunsko, Řecko, Slovensko, Spojené království, Trinidad a Tobago, Turecko, Ukrajinu, a Zimbabwe. Na konci svého funkčního období se rozhodl neusilovat o znovuzvolení a v prezidentském úřadu ho vystřídal viceprezident Kóččeril Ráman Nárájanan.